# La capitulación de Ayacucho
La capitulación de Ayacucho es un óleo sobre lienzo realizado por el pintor peruano Daniel Hernández Morillo en 1824. Se encuentra en la pinacoteca del Museo del Banco Central de Reserva del Perú.
La pintura representa el momento en que José de Canterac, jefe de Estado Mayor del Ejército Real del Perú y en representación del virrey José de la Serna, firma la Capitulación de Ayacucho ante el general Antonio José de Sucre después de la batalla de Ayacucho, el 9 de diciembre de 1824. Hernández pintó el óleo con motivo del centenario de la batalla en 1924. En 1974, el pintor Germán Suárez Vértiz realizó una reproducción a gran escala que se encuentra instalada en el museo de sitio de Quinua.
En 2016 el artista Jesús Ruiz Durand reprodujó la pintura, ampliando el espacio de la habitación para incluir personajes indígenas, titulándola Los ayacuchos invisibles como una forma de reivindicación.